# Jean-Nicolas Bordeaux
Jean-Nicolas Bordeaux est un homme politique français né le 4 novembre 1737 à Fresneaux-Montchevreuil (Oise) et décédé le 16 octobre 1825 au même lieu.
Procureur du roi de l'élection de Chaumont, il est député du tiers état aux états généraux de 1789 pour le bailliage de Chaumont-en-Vexin.

## Sources
- « Jean-Nicolas Bordeaux », dans Adolphe Robert et Gaston Cougny, Dictionnaire des parlementaires français, Edgar Bourloton, 1889-1891 [détail de l’édition]